# Finał Grand Prix w łyżwiarstwie figurowym 2013/2014
Finał Grand Prix w łyżwiarstwie figurowym 2013/2014 – siódme, a zarazem ostatnie w kolejności zawody łyżwiarstwa figurowego z cyklu Grand Prix 2013/2014 do których zakwalifikowało się 6 najlepszych zawodników/par, które zgromadziły najwięcej punktów w sześciu poprzednich zawodach GP. Zawody odbywały się równolegle z Finałem Junior Grand Prix w łyżwiarstwie figurowym 2013/2014, czyli ósmymi zawodami podsumowującymi cykl Junior Grand Prix 2013/2014 do których zakwalifikowało się 6 najlepszych zawodników/par, które zgromadziły najwięcej punktów w sześciu poprzednich zawodach JGP. Zawody rozgrywano od 5 do 8 grudnia 2013 roku w hali Marine Messe Fukuoka w Fukuoce.
Wśród solistów triumfował Japończyk Yuzuru Hanyū. W konkurencji solistek zwyciężyła jego rodaczka Mao Asada. W konkurencji par sportowych złoty medal zdobyli reprezentanci Niemiec Alona Sawczenko i Robin Szolkowy. W rywalizacji par tanecznych zwyciężyła para amerykańska Meryl Davis i Charlie White.
W kategorii juniorów wśród solistów zwycięstwo odniósł Chińczyk Jin Boyang, zaś w konkurencji solistek jego Rosjanka Marija Sotskowa. W parach sportowych w kategorii juniorów triumfowali Chińczycy Yu Xiaoyu i Jin Yang. Z kolei w juniorskich parach tanecznych złoty medal zdobyli Rosjanie Anna Janowska i Siergiej Mozgow.

## Wyniki

### Kategoria seniorów

#### Soliści (S)

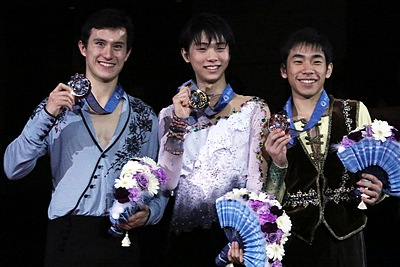
Medaliści w konkurencji solistów seniorów, od lewej Patrick Chan (CAN), Yuzuru Hanyū (JPN), Nobunari Oda (JPN)

| Poz. | Zawodnik        | Nota łączna | SP | SP    | FS | FS     |
| ---- | --------------- | ----------- | -- | ----- | -- | ------ |
| 1    | Yuzuru Hanyū    | 293,25      | 1  | 99,84 | 1  | 193,41 |
| 2    | Patrick Chan    | 280,08      | 2  | 87,47 | 2  | 192,61 |
| 3    | Nobunari Oda    | 255,96      | 3  | 80,94 | 3  | 175,02 |
| 4    | Tatsuki Machida | 236,03      | 6  | 65,66 | 4  | 170,37 |
| 5    | Maksim Kowtun   | 233,24      | 5  | 68,92 | 5  | 164,32 |
| 6    | Yan Han         | 232,55      | 4  | 77,75 | 6  | 154,80 |

#### Solistki (S)

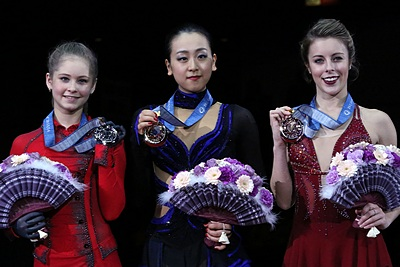
Medalistki w konkurencji solistek seniorek, od lewej Julija Lipnicka (RUS), Mao Asada (JPN), Ashley Wagner (USA)

| Poz. | Zawodniczka       | Nota łączna | SP | SP    | FS | FS     |
| ---- | ----------------- | ----------- | -- | ----- | -- | ------ |
| 1    | Mao Asada         | 204,02      | 1  | 72,36 | 1  | 131,66 |
| 2    | Julija Lipnicka   | 192,07      | 4  | 66,62 | 2  | 125,45 |
| 3    | Ashley Wagner     | 187,61      | 3  | 68,14 | 3  | 119,47 |
| 4    | Jelena Radionowa  | 183,02      | 5  | 64,38 | 4  | 118,64 |
| 5    | Adelina Sotnikowa | 173,30      | 2  | 68,38 | 6  | 104,92 |
| 6    | Anna Pogoriła     | 171,88      | 6  | 59,81 | 5  | 112,07 |

#### Pary sportowe (S)

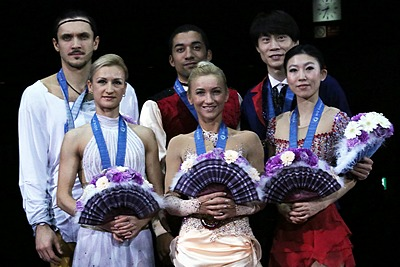
Medaliści w parach sportowych seniorów, od lewej Tetiana Wołosożar / Maksim Trańkow (RUS), Alona Sawczenko / Robin Szolkowy (GER), Pang Qing / Tong Jian (CHN)

| Poz. | Zawodnicy                               | Nota łączna | SP | SP    | FS | FS     |
| ---- | --------------------------------------- | ----------- | -- | ----- | -- | ------ |
| 1    | Alona Sawczenko / Robin Szolkowy        | 227,03      | 2  | 79,46 | 1  | 147,57 |
| 2    | Tetiana Wołosożar / Maksim Trańkow      | 223,83      | 1  | 82,65 | 2  | 141,18 |
| 3    | Pang Qing / Tong Jian                   | 213,98      | 3  | 75,40 | 3  | 138,58 |
| 4    | Peng Cheng / Zhang Hao                  | 197,37      | 5  | 68,87 | 4  | 128,50 |
| 5    | Meagan Duhamel / Eric Radford           | 193,38      | 4  | 73,07 | 6  | 120,31 |
| 6    | Kirsten Moore-Towers / Dylan Moscovitch | 189,11      | 6  | 68,77 | 5  | 120,34 |

#### Pary taneczne (S)

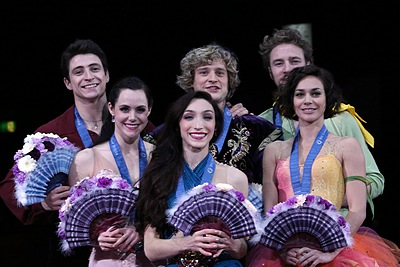
Medaliści w parach tanecznych seniorów, od lewej Tessa Virtue / Scott Moir (CAN), Meryl Davis / Charlie White (USA), Nathalie Péchalat / Fabian Bourzat (FRA)

| Poz. | Zawodnicy                              | Nota łączna | SD | SD    | FD | FD     |
| ---- | -------------------------------------- | ----------- | -- | ----- | -- | ------ |
| 1    | Meryl Davis / Charlie White            | 191,35      | 1  | 77,66 | 1  | 113,69 |
| 2    | Tessa Virtue / Scott Moir              | 190,00      | 2  | 77,59 | 2  | 112,41 |
| 3    | Nathalie Péchalat / Fabian Bourzat     | 169,11      | 5  | 66,63 | 3  | 102,48 |
| 4    | Jekatierina Bobrowa / Dmitrij Sołowjow | 166,72      | 3  | 68,90 | 4  | 97,82  |
| 5    | Kaitlyn Weaver / Andrew Poje           | 165,04      | 4  | 67,68 | 5  | 97,36  |
| 6    | Anna Cappellini / Luca Lanotte         | 156,58      | 6  | 61,57 | 6  | 95,01  |

### Kategoria juniorów

#### Soliści (J)
| Poz. | Zawodnik          | Nota łączna | SP | SP    | FS | FS     |
| ---- | ----------------- | ----------- | -- | ----- | -- | ------ |
| 1    | Jin Boyang        | 218,73      | 5  | 68,42 | 1  | 150,31 |
| 2    | Adjan Pitkiejew   | 216,24      | 2  | 72,24 | 2  | 144,00 |
| 3    | Nathan Chen       | 214,61      | 3  | 71,52 | 3  | 143,09 |
| 4    | Keiji Tanaka      | 205,71      | 1  | 73,63 | 4  | 132,08 |
| 5    | Aleksandr Pietrow | 198,63      | 4  | 70,92 | 5  | 127,71 |
| 6    | Ryūju Hino        | 182,39      | 6  | 58,56 | 6  | 123,83 |

#### Solistki (J)

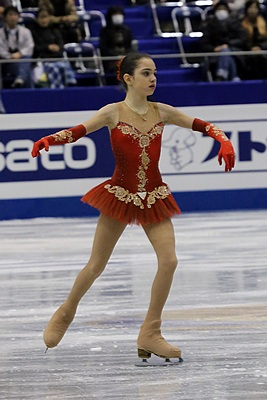
Brązowa medalistka wśród solistek juniorek Jewgienija Miedwiediewa (RUS) w programie krótkim

| Poz. | Zawodniczka             | Nota łączna | SP | SP    | FS | FS     |
| ---- | ----------------------- | ----------- | -- | ----- | -- | ------ |
| 1    | Marija Sotskowa         | 176,75      | 1  | 61,29 | 1  | 115,46 |
| 2    | Sierafima Sachanowicz   | 172,86      | 2  | 60,56 | 3  | 112,30 |
| 3    | Jewgienija Miedwiediewa | 163,68      | 3  | 58,75 | 5  | 104,93 |
| 4    | Polina Edmunds          | 161,71      | 5  | 48,20 | 2  | 113,51 |
| 5    | Aleksandra Prokłowa     | 157,77      | 4  | 51,27 | 4  | 106,50 |
| 6    | Angela Wang             | 131,58      | 6  | 44,69 | 6  | 86,89  |

#### Pary sportowe (J)
| Poz. | Zawodnicy                              | Nota łączna | SP | SP    | FS | FS     |
| ---- | -------------------------------------- | ----------- | -- | ----- | -- | ------ |
| 1    | Yu Xiaoyu / Jin Yang                   | 163,52      | 1  | 61,10 | 2  | 102,42 |
| 2    | Marija Wygałowa / Jegor Zakrojew       | 161,57      | 3  | 55,07 | 1  | 106,50 |
| 3    | Lina Fiodorowa / Maksim Miroszkin      | 156,55      | 2  | 58,58 | 3  | 97,97  |
| 4    | Jewgienija Tarasowa / Władimir Morozow | 152,01      | 4  | 54,91 | 4  | 97,10  |
| 5    | Wasilisa Dawankowa / Andriej Dieputat  | 151,02      | 5  | 54,82 | 5  | 96,20  |
| 6    | Kamiłła Gajnietdinowa / Iwan Bicz      | 140,65      | 6  | 48,40 | 6  | 92,25  |

#### Pary taneczne (J)
| Poz. | Zawodnicy                            | Nota łączna | SD | SD    | FD | FD    |
| ---- | ------------------------------------ | ----------- | -- | ----- | -- | ----- |
| 1    | Anna Janowska / Siergiej Mozgow      | 152,48      | 1  | 63,71 | 1  | 88,77 |
| 2    | Kaitlin Hawayek / Jean-Luc Baker     | 139,42      | 2  | 58,05 | 2  | 81,37 |
| 3    | Lorraine McNamara / Quinn Carpenter  | 135,89      | 3  | 55,14 | 3  | 80,75 |
| 4    | Bietina Popowa / Jurij Własienko     | 129,47      | 4  | 52,50 | 4  | 76,97 |
| 5    | Ołeksandra Nazarowa / Maksym Nikitin | 123,17      | 5  | 51,32 | 5  | 71,85 |
| 6    | Rachel Parsons / Michael Parsons     | 116,60      | 6  | 46,11 | 6  | 70,49 |